# Tajerrumt
Tajerrumt (titre complet : Tajeṛṛumt N Tmaziɣt (Tantala Taqbaylit) Grammaire berbère ( kabyle) est la première grammaire berbère rédigée en berbère. Écrite par Mouloud Mammeri en 1967 puis rééditée à plusieurs reprises, elle a été enrichie d’une traduction française établie et publiée par le même auteur en 1986 sous le titre Précis de grammaire berbère (kabyle).
L’importance de cet ouvrage réside dans son projet de doter la langue berbère de néologismes adaptés à l’expression de réalités plus modernes, c’est-à-dire d’un métalangage constitué d’une terminologie apte à décrire la langue elle-même. Cette grammaire est le premier ouvrage que Mouloud Mammeri, écrivain reconnu dans la littérature francophone, a consacré à sa propre langue et à sa propre culture. Cela représente bien la prise de conscience de la possibilité d’utiliser le berbère en dehors du cadre oral et quotidien auquel il était traditionnellement assigné.
Le titre de l’ouvrage fait référence à celui d’un célèbre grammairien nord-africain du XVIe siècle, Ibn Ajarrum, auteur du fameux précis de grammaire arabe Ğarrumiya. Presque tous les néologismes proposés dans le Tajerrumt sont employés couramment de nos jours dans la langue des berbères lettrés.